# Plataforma P-36
A P-36 foi a maior plataforma semissubmersa de produção de petróleo no mundo, antes de seu naufrágio em março de 2001, que levou a 11 óbitos. A plataforma era de propriedade da estatal brasileira Petrobras, custou 350 milhões de dólares e apresentava-se como um ícone da importância e tamanho da empresa na época. O acidente de seu naufrágio representou a maior perda financeira da história do Brasil no segmento da exploração e produção de petróleo.

## Construção
A plataforma Petrobras-36 (P-36) foi construida entre 1986 e 1994, com o nome de Spirit of Columbus (SOC), em Gênova e Palermo, Itália, pelo Estaleiro Fincantieri, sob encomenda da SANA SpA, subsidiária da Midland and Scottish Resources (MSR), para operação no Campo de Emmerald, no Mar do Norte, originalmente com a configuração para perfuração e construção de poços. Com a mudança de planos da MSR para o campo de Emmerald, a SOC ficou sem uso até 1997, quando a Petrobras arrendou-a, junto a SANA, mudando seu nome para P-36.
A negociação para aquisição da plataforma foi feira através da Brasoil, tendo como intermediária a empresa Maritima Navegação e Engenharia LTDA, e incluía no preço do arrendamento a conversão da plataforma para operação do Campo de Marlim Sul, na Bacia de Campos. A plataforma seria convertida, em linhas gerais, de perfuração e produção, com capacidade para processar 100 mil barris/dia (bpd), para apenas produção, com capacidade para 150 mil bpd. Com a mudança do local de instalação, de Marlim Sul para o Campo de Roncador, a plataforma acabou sendo convertida para 180 mil bpd e 7,2 milhões mS/dia de gás natural.
Com a finalidade de manter subsídios concedidos pelo Governo Italiano, foi mantida a bandeira italiana para a plataforma, ou seja, ela continuou sendo uma embarcação italiana, sujeita a alguns regulamentos daquele país. Isto acarretou a manutenção da torre de perfuração na plataforma, a exigência de empresa certificadora italiana e a permanência de tripulação italiana a bordo, entre outras exigências.
Ao fim do arrendamento, a Brasoil teria a opção de compra da plataforma, pelo valor de U$1,00, junto à Petro-Deep Inc., empresa constituída pela Marítima somente para a operação de arrendamento junto à SANA e subarrendamento à Brasoil. Durante todo o contrato, a plataforma estaria afretada, pela Brasoil, à Petrobras.
Para a conversão, também chamada de upgrade, a Marítima constituiu a empresa Petromec Inc., que subcontratou as seguintes empresas:
a)  Noble Denton − empresa inglesa responsável pelo projeto da parte naval da plataforma, adequando-a ao peso dos novos equipamentos e à lâmina d'água de Roncador, 1360 m;
b) Amec − empresa inglesa responsável pelo projeto da nova planta de produção de óleo e gás;
c)  Davies Industries − estaleiro localizado no Canadá, responsável pelos serviços de construção e montagem da parte naval e da planta de produção;
d)  RINA − empresa de certificação italiana, responsável pela verificação da conformidade do projeto e equipamentos às normas aplicáveis. Essa empresa foi contratada por exigência das normas italianas, devido à bandeira da plataforma;
e) ABS − empresa de certificação americana, responsável pela verificação da conformidade do projeto e equipamentos relativos às alterações da planta de produção. Essa empresa foi contratada pelo fato de a Petrobras estar mais familiarizada com a mesma, conforme depoimento do Engenheiro Henídio (f. 208, v. 5).
A plataforma P-36 entrou em operação no campo de Roncador em 16/05/2000. Apesar de localizada na Bacia de Campos, era ligada à Unidade de Negócios Rio de Janeiro − UN-RIO. A plataforma contava com uma base de apoio em Macaé, onde se encontrava o Gerente da plataforma, e, a bordo, tinha um coordenador (COPLAT), ao qual se reportavam um supervisor de produção (SUPROD) e um supervisor de facilidades (SUFAC).
Em março de 2001, quando ocorreu o acidente que culminou no seu naufrágio, a plataforma produzia 84 mil bpd e 1,3 milhão mS/dia de gás.

## Acidente
Na madrugada do dia 15 de março de 2001 ocorreram três explosões em uma das colunas da plataforma, sendo a primeira às 0h22min e a segunda às 0h39m (não há informações sobre o horário da terceira explosão). Segundo a Petrobras, 175 pessoas estavam no local no momento do acidente, das quais 11 morreram, todas integrantes da equipe de emergência da plataforma. Depois das explosões, a plataforma inclinou-se em 16 graus, devido ao bombeamento de água do mar para o seu interior, o suficiente para permitir alagamento, que levou ao seu naufrágio. Tentativas de resgate e aprumo foram feitas em seguir, injetando-se nitrogênio e ar comprimido nos tanques, para remover a água acumulada, porém sem sucesso, abandonaram a mesma.
No momento do acidente, a plataforma produzia cerca de 84 000 barris de petróleo e 1 300 000 metros cúbicos de gás, por dia, oriundos de 6 poços interligados.
A plataforma afundou cinco dias após as explosões, no dia 20 de março, em uma profundidade de 1 200 metros e com estimadas 1 500 toneladas de óleo ainda a bordo. Segundo a agência nacional de petróleo (ANP) do Brasil, o acidente foi causado por "não-conformidades quanto a procedimentos operacionais, de manutenção e de projeto". Segundo o relatório de investigação do acidente realizado pela ANP, 6 atividades marcantes, que tinham relação direta com o naufrágio da unidade, apresentaram não-conformidades, sendo eles: alagamento da coluna e flutuador, a admissão de água de lastro em proa bombordo, submersão contínua da plataforma, a evacuação e abandono da plataforma, as tentativas de salvamento da plataforma e o impacto ambiental.
Em 2007 a P-36 foi substituída pela plataforma P-52, FPSO P-52, construída em Singapura e no Brasil.

## Vitimas
O acidente resultou na perda de 11 vidas, sendo todos membros da equipe de resposta à emergência que tentavam controlar o acidente, seus nomes são:
- Adilson Almeida de Oliveira
- Charles Roberto Oscar
- Emanoel Portela Lima
- Ernesto de Azevedo Couto
- Geraldo Magela Gonçalves
- Josevaldo Dias de Souza
- Laerson Antônio dos Santos
- Luciano Cardoso Souza
- Mário Sérgio Matheus
- Sérgio dos Santos Souza
- Sérgio dos Santos Barbosa

## Punições
Segundo levantamento realizado pela empresa Marsh, o acidente representou perdas da ordem de US$ 500 milhões à época do acidente, o que significa cerca US$ 905 milhões ajustado para o ano de 2019.
o Ibama multou a Petrobras pelo derramamento de óleo bruto e diesel (havia cerca de 10 mil barris estocados) e pela dispersão química feita à época e considerada danosa pelos órgãos ambientais. o vazamento de óleo e diesel ocorreu a 150 km do litoral, o que evitou maiores danos aos ecossistemas costeiras.
O Ministério Público Federal ingressou com uma ação civil pública cobrando R$ 100 milhões de reparações. 
Em 2018, a judicialização das punições aplicadas pelo Ibama e as exigidas pelo Ministério Público Federal (MPF) atingiam o valor de R$ 1,469 bilhão. 